# Loxosomella aripes
Loxosomella aripes är en bägardjursart som beskrevs av Nielsen 1964. Loxosomella aripes ingår i släktet Loxosomella och familjen Loxosomatidae. Arten har ej påträffats i Sverige. Inga underarter finns listade i Catalogue of Life.